# Les Antiquités de Rome
Les Antiquités de Rome è un documentario del 1989 diretto da Jean-Claude Rousseau.
Il film è ispirato ai sonetti del poeta rinascimentale francese Joachim du Bellay.

## Trama
In visita a Roma, il regista va alla ricerca dei suoi monumenti più antichi, il Pantheon, la Piramide Cestia, il Foro di Traiano, il Ponte Rotto, il Colosseo, l'Arco di Costantino ed il Circo Massimo, fissandone le immagini in lunghe ed interminabili inquadrature, quasi a volerne immortalare l'eternità.